# 阿扎勒里
阿扎勒里（法語：Azat-le-Ris，法語發音：[aza lə ʁi]）是法国新阿基坦大区上维埃纳省的一个市镇，属于贝拉克区。

## 地理
阿扎勒里（46°19'10"N, 1°3'33"E）面积56.22 平方千米，位于法国新阿基坦大区上维埃纳省，该省份为法国中西部省份，北起顺时针与安德尔省、克勒兹省、科雷兹省、多爾多涅省、夏朗德省和维埃纳省接壤。
与阿扎勒里接壤的市镇（或旧市镇、城区）包括：韦尔讷伊穆斯捷、布里格伊勒尚特尔、阿尚博堡、拉蒂-圣雷米、奥拉杜尔圣热内、拉巴泽日、泰尔萨讷。

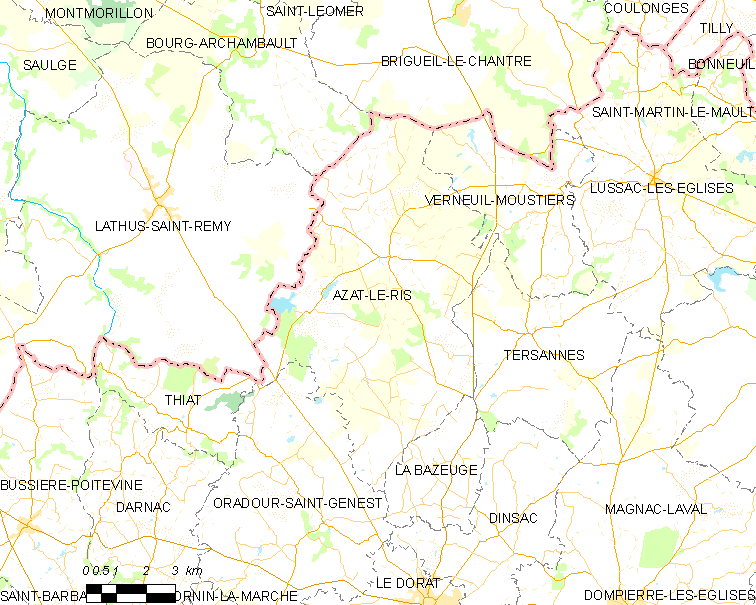
阿扎勒里的OSM定位图

阿扎勒里的时区为UTC+01:00、UTC+02:00（夏令时）。

## 行政
阿扎勒里的邮政编码为87360，INSEE市镇编码为87006。

## 政治
阿扎勒里所属的省级选区为沙托蓬萨克县。

## 人口

1962-2008年间阿扎勒里人口变化图示

阿扎勒里于2022年1月1日时的人口数量为240人。